# Август
Август је осми месец у години и има 31 дан.
Почетак месеца по јулијанском календару почиње 14. дана грегоријанског календара.
По црквеном рачунању циклуса времена је последњи или дванаести месец.

## Порекло речи или етимологија
Август је добио име од латинског (Augustus). Од реформе римског календара, “секстилис“ (шести месец) назван је по имену првог римског императора Октавијана Августа. Он је додао по један дан месецу августу (узевши од фебруара) и месецу који носи име Јулија Цезара (јули).
Октавијан је 27. п. н. е. узео назив augustus што значи  узвишени  и тај назив је додељиван само боговима. Титула коју је Диоклецијан узео значила је исто и истовремено означавала врховног господара у царству. Било је два августа - Диоклецијан на истоку и Максимијан на западу. Обојица су имала по једног  заменика  који су носили титулу цезар, и који су представљали наследнике августима. На тај начин, Диоклецијан је у Римском царству увео тетрархију - владавину четворице.
Август се код Срба, као и код неких словенских народа се назива још и ГОСПОЂИНСКИ МЕСЕЦ, КОЛОВОЗ, и ГУМНИК као и у старосрпском.
Преко цркве су у српски народ ушли латински називи за месеце, а њихови гласовни ликови показују да су прошли кроз грчко посредство.
На старословенском, староруском и српском ЗАРЕВ, а на белоруском ЖНІВЕЊ.
На украјинском СЕРПЕЊ, на чешком СРПЕН слично пољском СЈЕРПЈЕН и на словеначком ВЕЛИКИ СРПАН.
Код Хрвата се назива КОЛОВОЗ.

## Верски календари

### Хришћански празници
- Велики празници или црвено слово
- Свети пророк Илија - Илиндан
- Преображење господње
- успеније Пресвете Богородице - Велика Госпојина
- Србљак
- Житије Светих за август